# Mesocondyla dardusalis
Mesocondyla dardusalis is een vlinder van de familie van de grasmotten (Crambidae), uit de onderfamilie van de Spilomelinae. De wetenschappelijke naam van deze soort is voor het eerst voorgesteld als Phakellura dardusalis door Francis Walker in een publicatie uit 1859.
De soort komt voor in Brazilië.